# Métro de Jinan
Le métro de Jinan (济南轨道交通, en chinois), est un réseau de transports en commun dans la ville de Jinan, capitale de la province du Shandong en Chine. Le réseau actuel est constitué de trois lignes, les phases ultérieures verraient la construction de 8 lignes au total. La construction de la première ligne a débuté le 29 décembre 2013 et a été inauguré en avril 2019.

## Chronologie

### Première phase
Le premier projet date du début des années 2000 mais a été reporté en raison de la crise économique mondiale de 2008. La construction a officiellement débuté le 29 décembre 2013. La première ligne, R1, comportera 9 station sur une longueur de 26,4 kilomètres et coûtera 12 milliards de yuans. 
Ce projet de réseau qui comportera, dans sa première phase, trois lignes, a été adopté par la Commission nationale du Développement et des Réformes. Ces trois lignes comporteront 37 stations sur une longueur totale de 95,6 kilomètres, dont 42.3 enterrés et 53.3 au niveau du sol. Le coût total devrait atteindre 48.9 milliards de yuans. La ligne R2 reliera l'est à l'ouest, les lignes R1 et R3 seront globalement d'orientation nord-sud à l'est et à l'ouest de la ville, ces deux dernières comportant chacune 14 stations. Les lignes R1 et R3 seront en correspondance à la gare de Jinan-Ouest.

### Seconde phase
Dans une seconde phase, les édiles municipaux prévoient l'élaboration d'un réseau comportant au total 8 lignes, urbaine et suburbaine, totalisant une longueur de 262 kilomètres et 154 stations dont 18 correspondances. Ce réseau devrait comporter une ligne circulaire, 3 lignes d'orientation nord-sud et 4 d'orientation est-ouest. Le matériel roulant sera constitué de rames de 6 voitures, du Metropolis type B du constructeur CRRC Nanjing Puzhen (中车南京浦镇车辆有限公司).

## Réseau actuel
| Lignes | Terminus               | Ouverture               | Longueur | Stations |
| ------ | ---------------------- | ----------------------- | -------- | -------- |
| 1      | Fangte (Huaiyin)       | Gongyanyuan (Changqing) | 26,2 km  | 11       |
| 2      | Wangfuzhuang (Huaiyin) | Pengjiazhuang (Licheng) | 36,4 km  | 19       |
| 3      | Longdong (Lixia)       | Tantou (Licheng)        | 21,6 km  | 12       |
| TOTAL: | TOTAL:                 | TOTAL:                  | 84,2 km  | 22       |

## Sources
- (en) Cet article est partiellement ou en totalité issu de l’article de Wikipédia en anglais intitulé « Jinan Metro » (voir la liste des auteurs).